# إي جونغ هيون
جونغ هيون (هانغل: 이종현) (من مواليد 15 مايو 1990 في بسان، كوريا الجنوبية) هو مغني وممثل وكاتب غنائي وموسيقي وعازف قيثارة جنوب كوري يجيد الغناء بالإنجليزية واليابانية. كان عضوا سابقا في فرقة سي إن بلو.
في أغسطس 2019 انضم إي إلى الخدمة العسكرية.

## اتهامات مالية وفضائح جنسية

### تداول الأسهم
في يونيو 2016، اتُهم إي وزميله في فرقة سي إن بلو جونغ يونغ هوا بتداول من الداخل على أسهم شركة إف إن سي إنترتينمنت بناءً على معلومات سرية غير معلنة اضطلعا عليها بطرق غير مشروعة أفادت أن علامتهم التجارية (إف إن سي إنترتينمنت)، وقعت عقدا مع الممثل الكوميدي والإعلامي التلفزيوني الشهير يو جاي سوك. وبينما تمت تبرئة يونغ من جميع التهم، تم تغريم إي جونغ هيون.
اعتذر إي وذكر أنه اشترى الأسهم دون التحقق من المعلومات، ولكن وبمجرد أن أدرك أن عملية الشراء قد تجر قضايا قانونية لعدم مشروعيتها، احتفظ بالأسهم.

### غرف الدردشة الجماعية
في 12 مارس 2019، أصدرت وكالة المغني بيانًا مفاده أن إي لم يكن متصلًا بغرف الدردشة والأنشطة الجنسية المزعومة، والتي كان المغني جونغ جون يونغ جزءًا منها. ومع ذلك، في 14 مارس من نفس العام، تم الإبلاغ عن تورط إي في فضيحة ملهى بورنينغ سان مع المغني جونغ من خلال انضمامه لغرفة دردشة فردية حيث قام جونغ بمشاركة مقاطع جنسية صورها بنفسه بكاميرا خفية بينما كان إي يشارك في «محادثات جنسية غير لائقة، ومنحطة عن النساء».
في 15 مارس 2019، اعترف لي بأنه شاهد مقاطع الفيديو الجنسية التي شاركها جونغ وأنه قد أدلى بملاحظات مهينة عن النساء اللواتي تم تصويرهن. فيما لا يزال التحقيق جارياً.

### الانسحاب من الفرقة
في 28 غشت 2019، أعلن المغني اضطراره لترك الفرقة على أعقاب تورطه في فضائح أخلاقية تضمنت المراسلة والتحرش في يوتيوبرز كورية بارك مين جونغ من حسابه الخاص في انستغرام خلال فترة تجنيده مما اضطره لغلقه وتقديم اعتذار رسمي للجمهور.

## وصلات خارجية
- إي جونغ هيون على موقع IMDb (الإنجليزية)
- إي جونغ هيون على موقع ميوزك برينز (الإنجليزية)
- إي جونغ هيون على موقع قاعدة بيانات الفيلم (الإنجليزية)

- الموقع الإلكتروني